# Irina Soldátova
Irina Borísovna Soldátova (en ruso: Ирина Борисовна Солдатова; Cheboksary, URSS, 23 de febrero de 1965-Cheboksary, 17 de febrero de 2002) fue una deportista soviética que compitió en tiro con arco, en la modalidad de arco recurvo. Ganó dos medallas de oro en el Campeonato Mundial de Tiro con Arco al Aire Libre de 1985, en las pruebas individual y de equipo.

## Palmarés internacional
| Campeonato Mundial al Aire Libre | Campeonato Mundial al Aire Libre | Campeonato Mundial al Aire Libre | Campeonato Mundial al Aire Libre |
| Año                              | Lugar                            | Medalla                          | Prueba                           |
| -------------------------------- | -------------------------------- | -------------------------------- | -------------------------------- |
| 1985                             | Seúl (Corea del Sur)             | Medalla de oro                   | Individual                       |
| 1985                             | Seúl (Corea del Sur)             | Medalla de oro                   | Equipo                           |